# جو بي. فوستر
جو بي. فوستر (بالإنجليزية: Joe B. Foster)‏ هو كبير الإداريين التنفيذيين أمريكي، ولد في 25 يوليو 1934 في أرب في الولايات المتحدة.